# Миртојско море
Миртојско море или Миртилово море (грч. Mυρτώο Πέλαγος) је море унутар Средоземног мора а налази се између острвске групе Kиклади и грчког полуострва Пелопонез.
Описује се као дио Егејског мора јужно од Еубеје, Атике и Арголиса.
Део водене масе Црног мора допире до Миртојског мора, кроз Егејско море.
Саронски залив лежи између Kоринтског канала и Миртојског мора.

## Етимологија
Према грчкој митологији, митски јунак Миртил је бачен у ово море од стране разјареног Пелопа па је море добило овај назив. Међутим, постоји верзија по којој је море названо према малом острву по имену Миртус.